# The Tip
The Tip é um curta-metragem mudo norte-americano de 1918, do gênero comédia, dirigido por Billy Gilbert com Gilbert Pratt; e estrelado por Harold Lloyd.

## Elenco
- Harold Lloyd
- Snub Pollard
- Bebe Daniels
- W.L. Adams
- William Blaisdell
- Sammy Brooks
- Harry Frick
- Marie Gilbert
- William Gillespie
- Max Hamburger
- Oscar Larson
- Gus Leonard
- Chris Lynton
- M.J. McCarthy
- Belle Mitchell
- Marie Mosquini
- Fred C. Newmeyer
- Lottie Novello
- Evelyn Page
- Hazel Powell
- Dorothy Saulter
- Nina Speight
- Charles Stevenson

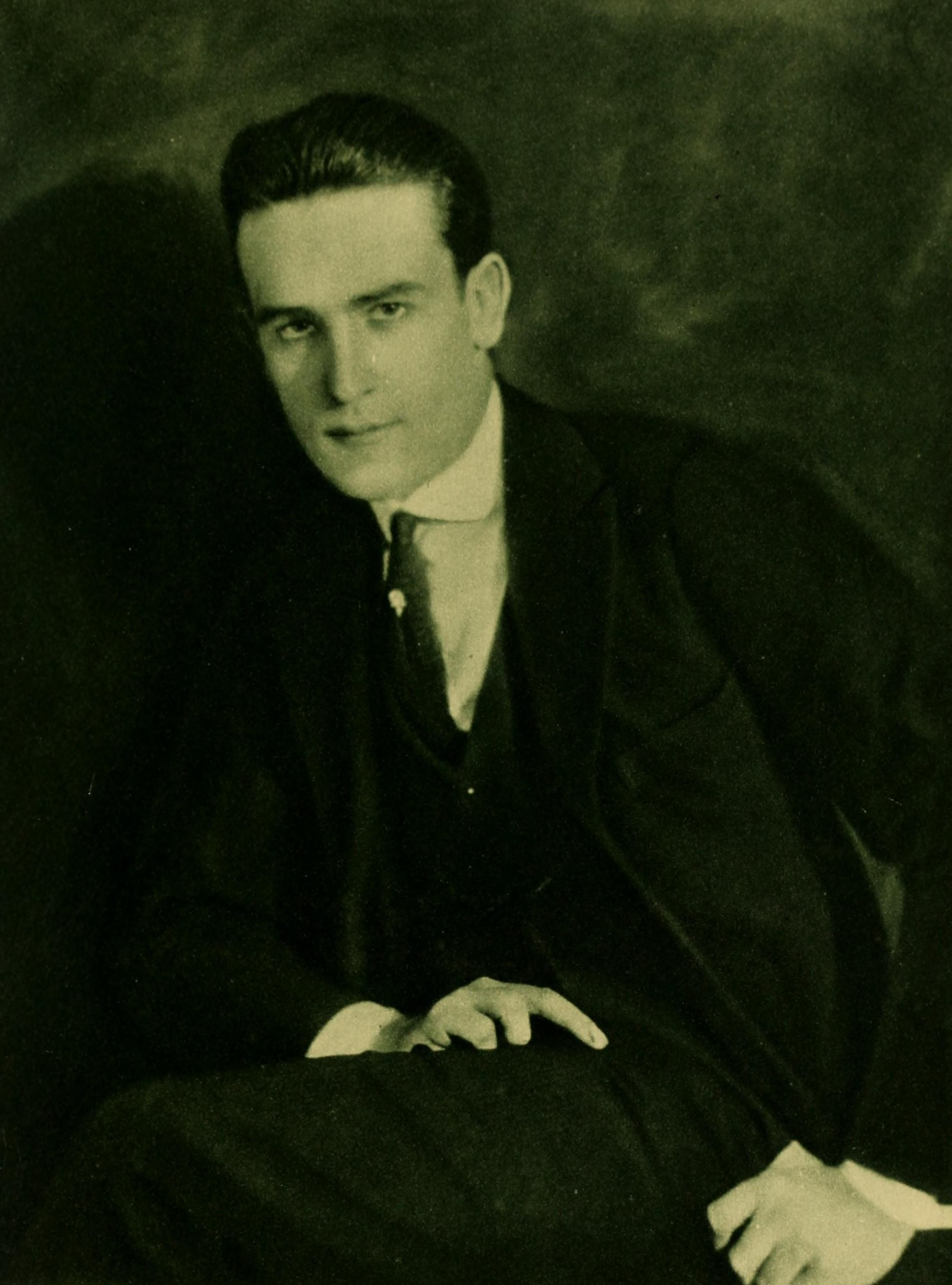
Harold Lloyd

- William Strohbach - (como William Strawback)
- Robert Van Meter
- Dorothea Wolbert